# Parque O'Donnell
El Parque O'Donnell es un parque municipal situado en Alcalá de Henares (Comunidad de Madrid) que fue inaugurado en 1898. Desde 1965 se usó como recinto ferial para las ferias y fiestas locales. Es conocido popularmente como Parque de los Patos, porque hasta 2006 tenía una zona infantil con un estanque para patos, palomas y otras aves. Actualmente alberga una piscina municipal del mismo nombre, y es uno de los pulmones verdes de la ciudad.

## Historia

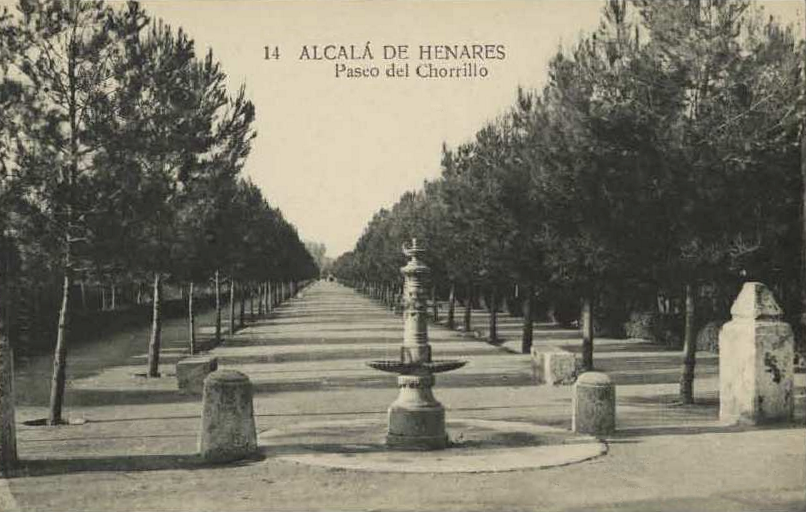
Antiguo paseo del Chorrillo en 1915

Su origen se remonta al antiguo paseo del Chorrillo, creado en 1788 por iniciativa del arzobispo Francisco de Lorenzana y diseñado por el arquitecto Juana Jordán. El paseo constaba de dos dobles hileras de álamos negros, que en 1859 quedó dividido al construir la  vía férrea Madrid-Zaragoza.
En noviembre de 1898, el ayuntamiento adquirió la finca colindante con el tramo sur del paseo del Chorrillo. El proyecto del parque fue obra del arquitecto municipal Martín Pastells, quedando inaugurado en 1899 por el alcalde Félix Huerta y Huerta. El nombre del parque es en recuerdo del general Leopoldo O'Donnell, que junto con el general Dulce, partieron desde Alcalá junto a sus regimientos de Caballería comenzando así la Revolución de 1854 en España. Además, el general O'Donnell, durante su mandato como ministro de Guerra y presidente del Consejo de Ministros, facilitó la construcción del cuartel de Príncipe.
En 1902 se plantaron los primeros pinos, que a lo largo de la década de 1910 irían sustituyeron definitivamente a los álamos, renombrando el paseo del Chorrillo como el paseo de los Pinos.
Desde 1965 hasta 1980 se usó como recinto lúdico para las Ferias y Fiestas locales, celebradas a finales de agosto; allí se montaban las atracciones y puestos de distintos juegos. Al quedarse pequeño el recinto, por el aumento de la población, se trasladó a otro más grande en el barrio de la Chopera. A mediados de la década de los años 60 el ayuntamiento construyó en su extremo occidental la primera piscina pública infantil para el verano y, en la siguiente década, otras dos piscinas para adultos.
En el año 2012 se creó la Rosaleda, y en 2015 se rehabilitó el estanque del parque. No obstante, se han señalado problemas diversos en la conservación de este espacio verde: falta de vigilancia y guardería específica, acumulación de basura, y vandalismo recurrente en bancos, paredes, farolas e incluso árboles.

## Descripción
Está delimitado por las vías de tren al norte, al este por el Paseo de los Pinos (bordea la fábrica de Roca), al sur por la Vía Complutense y al este por la calle Luis Astrana Marín y las Eras del Silo.
De forma rectangular pero más estrecho y redondeado al norte. El parque es una zona muy frondosa, en la que hay distintas especies arbóreas como pinos, robles, abetos e incluso palmeras. Entre estas zonas ajardinadas se sitúa un campo abierto, antiguo solar donde durante 15 años fue el recinto de las ferias alcalaínas. Además de la piscina municipal y el solar, cuenta con otras instalaciones como un estanque, el parque infantil de los patos, un campo de fútbol y el vivero de la localidad, donde se cultivan las plantas que decoran las calles.

## Rosaleda
La rosaleda del Parque O'Donnell fue creada en el año 2012, con un núcleo importante de la colección de rosales cedida al Ayuntamiento de Alcalá de Henares por Ángel Esteban González y Mª Teresa Gómez Batanero. La rosaleda presenta más de 2.600 ejemplares, de los cuales 166 son trepadores, y se corresponden con variedades de famosos obtentores de rosas, destacando la Rosa "Meilland" de Pedro Dot Martínez o la Rosa "Mollerin" de W. Kordes' Söhne, con una gran gama cromática.